# Кириченко Олександр Петрович
Олекса́ндр Петро́вич Кириче́нко — старший сержант Збройних сил України, учасник російсько-української війни.

## Бойовий шлях
Старший сержант аеромобільної бригади. Брав участь у боях за Донецький аеропорт, Дебальцеве.
При відході з «котла» командував діями БТРа, який вивозив поранених. На колону вийшло 8 російських Т-72 та транспорти з піхотою. Довелося маневрувати, завдяки уважності вдалося уникнути наїзду на міну, бійці знешкодили ще кілька вибухових пристроїв. Гранатометник терористів вивів БТР з ладу, відходити довелося пішки. У цьому часі надійшла допомога — український танк. Маневруючи, він вів бій із трьома російськими. Усі три танки терористів підбили, український танк підібрав та евакуював бійців. Старший сержант Кириченко вже після бою помітив два поранення. Лікувався в одеському шпиталі.

## Нагороди
За особисту мужність і героїзм, виявлені у захисті державного суверенітету та територіальної цілісності України, вірність військовій присязі під час російсько-української війни
- нагороджений орденом «За мужність» III ступеня (26.2.2015).